# Begues (kommunhuvudort)
Begues är en kommunhuvudort i Spanien.   Den ligger i provinsen Província de Barcelona och regionen Katalonien, i den östra delen av landet, 500 km öster om huvudstaden Madrid. Begues ligger 412 meter över havet och antalet invånare är 5 538.
Terrängen runt Begues är kuperad.  Närmaste större samhälle är Barcelona, 19,8 km öster om Begues. 